# Yasser Abed Rabbo
Yasser Abd Rabbo (sau Yasser Abed Rabbo) (în arabă: ياسر عبد ربه الملقب بالوحش‎) (cunoscut și ca Abu Bashar, ابو بشار) (n. 1944) este un om politic palestinian, membru al Organizației pentru Eliberarea Palestinei.
În 2001 a fost unul dintre cei trei palestinieni notabili care au semnat declarația israelo-palestiniană intitulată: Nu vărsării de sânge, nu ocupației, da negocierilor, da păcii, document care urma să pună capăt conflictului dintre arabii palestinieni și Israel.